# Cardiotarsus
Cardiotarsus is een geslacht van kevers uit de familie  
kniptorren (Elateridae).
Het geslacht is voor het eerst wetenschappelijk beschreven in 1838 door Eschscholtz.

## Soorten
Het geslacht omvat de volgende soorten:
- Cardiotarsus acuminatus (Guerin, 1847)
- Cardiotarsus alluaudi Fleutiaux, 1933
- Cardiotarsus amoenus Fleutiaux, 1932
- Cardiotarsus apicalis Schwarz
- Cardiotarsus babai Kishii, 1994
- Cardiotarsus birmanicus Fleutiaux, 1942
- Cardiotarsus brunneicollis (Erichson, 1840)
- Cardiotarsus capensis Lacordaire, 1857
- Cardiotarsus ciliatus Candèze, 1865
- Cardiotarsus coomani Fleutiaux, 1931
- Cardiotarsus cribricollis Fleutiaux, 1931
- Cardiotarsus crocipes Candèze, 1868
- Cardiotarsus dimidiatipennis Fleutiaux, 1931
- Cardiotarsus dorsalis Erichson, 1840
- Cardiotarsus fallaciosus (Candèze, 1897)
- Cardiotarsus fulvipes Fleutiaux, 1918
- Cardiotarsus gardineri Fleutiaux, 1922
- Cardiotarsus grandis Fleutiaux, 1940
- Cardiotarsus grisescens Fairmaire, 1871
- Cardiotarsus hayeki Leseigneur, 1958
- Cardiotarsus housaianus Kishii, 1994
- Cardiotarsus humeralis Miwa, 1930
- Cardiotarsus jeanvoinei Fleutiaux, 1940
- Cardiotarsus levigatus Fleutiaux, 1931
- Cardiotarsus longicornis Fleutiaux, 1931
- Cardiotarsus longipennis Schwarz, 1902
- Cardiotarsus luridipes Fairmaire
- Cardiotarsus madagascariensis Fleutiaux, 1933
- Cardiotarsus malaisei Fleutiaux, 1942
- Cardiotarsus mjobergi Carter, 1939
- Cardiotarsus nitidissimus Schwarz
- Cardiotarsus novus Fleutiaux, 1933
- Cardiotarsus ornatipennis Fleutiaux, 1947
- Cardiotarsus pallidipes Miwa, 1930
- Cardiotarsus perroti Fleutiaux, 1940
- Cardiotarsus philautus Candèze, 1860
- Cardiotarsus picticollis Candèze, 1897
- Cardiotarsus plebejus Candeze
- Cardiotarsus punctatus Candèze, 1889
- Cardiotarsus rarus Miwa, 1927
- Cardiotarsus rotundicollis Fleutiaux, 1931
- Cardiotarsus silaceus (Boheman, 1851)
- Cardiotarsus sinensis Candèze, 1860
- Cardiotarsus sjostedti Schwarz
- Cardiotarsus taiwanus Kishii, 1994
- Cardiotarsus tonkinensis Fleutiaux, 1931
- Cardiotarsus vitellinus (Klug, 1833)
- Cardiotarsus vittatus Fleutiaux, 1931
- Cardiotarsus vulneratus Candèze, 1860
- Cardiotarsus yagii Kishii, 1992
- Cardiotarsus yamazakii Ôhira, 1968